# Evergerda
 (mars 2015).
Si vous disposez d'ouvrages ou d'articles de référence ou si vous connaissez des sites web de qualité traitant du thème abordé ici, merci de compléter l'article en donnant les références utiles à sa vérifiabilité et en les liant à la section « Notes et références ».
Evergerda est une femme noble du Moyen Âge, ayant vécu au XIe siècle, aux alentours de la bourgade fortifiée de Furnes, dans le comté de Flandre. 
Veuve à la suite d’une faide, sa mort est estimée autour de l’année 1083.

## Contexte historique: essor du commerce et des faides en Flandre
La seconde moitié du XIe siècle, dans le comté de Flandre, est marquée par un essor sans précédent du commerce de textile, qui entraîne une transformation en profondeur de l’économie de la région. 
Les foires marchandes se multipliant, les concurrences commerciales se font plus importantes et créent souvent un climat d’agitation et d’insécurité. Les différents seigneurs qui encadrent ce commerce et qui en tirent les bénéfices s’affrontent alors. Les querelles qui les opposent, traduites par de nombreux assassinats, posent alors le problème de la vengeance personnelle, qui s’exprime par le biais de faides seigneuriales. 
Sous le règne de Philippe Ier, le pouvoir local est en effet progressivement récupéré par les seigneurs. De nouveaux enjeux économiques et politiques émergent, renforçant ainsi ce contexte de vendetta.

## Sources
L’existence d’Evergerda n’est que succinctement rapportée par la Vita Arnulfi, œuvre qui retrace la vie de saint Arnoul, alors évêque de Soissons. Elle est rédigée au XIIe siècle par le moine Gosswin de Bossut. 
Cette hagiographie n’a jamais été traduite dans son intégralité. Plusieurs passages ont été rapportés séparément, notamment par l’historien Dominique Barthélémy.

## Biographie
La vie d’Evergerda est peu connue. Son existence est estimée autour de la seconde moitié du XIe siècle.

### Une riche noble
Evergerda appartient à la noblesse de Flandre.
La vita fait notamment état d’un confort matériel important. Elle vit dans un château, qui dispose de plus d’un pont-levis. Comme le commente D. Barthélémy, la possession d’une telle technologie à cette époque est une marque de grande richesse. 
Le personnel de maison, conséquent, en est une autre indication. Enfin, il est fait état de nombreux animaux. Ceux-ci servent à l’élevage, comme les porcs et les oies, mais sont aussi des moyens de communication à l’instar des colombes. 
Particulièrement indépendante, Evergerda est une veuve issue de la noblesse qui dispose de moyens considérables pour subsister seule. Son implication dans une faide seigneuriale et sa capacité à y participer par la suite témoignent encore une fois de son appartenance à la classe noble.

### La faide
Evergerda devient veuve au cours d’une faide régionale opposant sa famille à un groupe rival. Elle y perd son mari et son fils, unique héritier. Disposant alors de la fortune de son défunt époux, elle poursuit son existence, seule dans sa demeure. Si cette richesse lui permet une telle chose, c’est certainement le soutien de parents proches qui lui permet de poursuivre la vendetta. 
Evergerda cherche à se venger de ses ennemis et s’attire ainsi l’adhésion de plusieurs alliés, ce qui contribue à accentuer le climat d’instabilité qui agite la région. Elle reçoit alors la visite de l’évêque de Soissons, qui cherche à rétablir la paix.

### La rencontre avec l'évêque Arnoul
Prenant part à l’agitation à laquelle la région est en proie, Évergerda reçoit la visite d’Arnoul, évêque de Soissons. Ayant pour mission de pacifier les relations seigneuriales par la médiation, il cherche à raisonner la veuve. 
Arnoul cherche à faire revenir Evergerda sur ses positions. Par une argumentation apparemment fournie, il l’implore de pardonner à ses ennemis. Sans chercher à établir la culpabilité des acteurs, Arnoul fait peser la responsabilité de la poursuite de la faide sur la veuve.
Intraitable, Evergerda refuse catégoriquement, fermant sa porte à l’évêque et allant jusqu’à railler sa démarche. Le chagrin causé par la perte de ses proches la laisse convaincue de la nécessité d’une vengeance. L’évêque quitte alors les lieux.

### Une mort mystérieuse
Evergerda meurt à la suite de la visite d’Arnoul. L’auteur de la vita voit dans son décès une intervention divine.

## Postérité

### Une femme en contradiction avec la tradition chrétienne duXIesiècle
Par son mode de vie, Evergerda pose un autre problème à l’évêque Arnoul et à la morale chrétienne de son temps. Comme la vita le rapporte, Evergerda serait une « veuve dans les délices ». Sa faute est ici de ne pas suivre les modèles sociaux en vigueur à l’époque. En effet, la majorité des femmes devenues veuves et sans descendance n’ont d’autre choix que de retourner au sein de leur parenté ou de rentrer dans les ordres. Rester seule avec une telle richesse est considéré comme inutile, voire néfaste.
Par sa visite, Arnoul cherche aussi à la raisonner sur son mode de vie intégral, et non uniquement sur sa volonté de vengeance.

### L'hagiographie
Gosswin de Bossut, auteur de la vita, décrit Evergerda de façon négative. L’idée étant de mettre en avant le fourvoiement dont elle fait preuve.
Elle dispose ainsi de plusieurs traits de caractères très décriés à l’époque, notamment la moquerie, le goût du luxe et la vengeance.

### L'historiographie contemporaine
L’étude contemporaine de la vie d’Evergerda par Emmanuelle Santinelli ou Dominique Barthélémy a montré une vision différente de cette veuve.
Ce dernier avance notamment une réaction assez compréhensible de la part d’une veuve qui, après avoir perdu deux de ses proches refuse d’entendre raison et ne peut se résoudre à pardonner aux assassins de son mari et de son fils. Il montre enfin l’utilisation de cette situation par la morale chrétienne pour dépeindre l’image à ne pas suivre d’une femme dans les délices.